# Pennaraptora
De Pennaraptora zijn een groep theropode dinosauriërs die behoren tot de Maniraptora.
In 2014 benoemden Christian Foth, Helmut Tischlinger en Oliver Walter Mischa Rauhut een klade Pennaraptora, "penveerrovers", welke die dinosauriërs omvat welke met zekerheid penveren bezitten. De klade werd gedefinieerd als de groep omvattende de laatste gemeenschappelijke voorouder van Oviraptor philoceratops, Deinonychus antirrhopus en de ringmus Passer domesticus; en al zijn afstammelingen.
De Pennaraptora ontstonden vermoedelijk in het Jura en omvatten de moderne vogels.